# Tartar (Rosja)
Tartar (ros. Тартар) – wieś (dieriewnia) w Rosji, w Baszkortostanie, w rejonie janaulskim. W 2010 liczyła 117 mieszkańców.